# AHL 1973/74
Die Saison 1973/74 war die 38. reguläre Saison der American Hockey League (AHL). Während der regulären Saison bestritten die zwölf Teams der Liga jeweils 76 Spiele. Die acht besten Mannschaften der AHL spielten anschließend in einer Play-off-Runde um den Calder Cup.

## Reguläre Saison

### Abschlusstabellen
Abkürzungen: GP = Spiele, W = Siege, L = Niederlagen, T = Unentschieden, OTL = Niederlage nach Overtime, GF = Erzielte Tore, GA = Gegentore, Pts = Punkte

Erläuterungen: In Klammern befindet sich die Platzierung innerhalb der Conference;       = Playoff-Qualifikation,       = Division-Sieger,       = Conference-Sieger

#### Reguläre Saison
| North Division        | GP | W  | L  | T  | GF  | GA  | Pts |
| --------------------- | -- | -- | -- | -- | --- | --- | --- |
| Rochester Americans   | 76 | 42 | 21 | 13 | 296 | 248 | 97  |
| Providence Reds       | 76 | 38 | 26 | 12 | 330 | 244 | 88  |
| Nova Scotia Voyageurs | 76 | 37 | 27 | 12 | 263 | 223 | 86  |
| New Haven Nighthawks  | 76 | 35 | 31 | 10 | 291 | 275 | 80  |
| Boston Braves         | 76 | 23 | 40 | 13 | 239 | 297 | 59  |
| Springfield Kings     | 76 | 21 | 40 | 15 | 251 | 327 | 57  |

| South Division      | GP | W  | L  | T  | GF  | GA  | Pts |
| ------------------- | -- | -- | -- | -- | --- | --- | --- |
| Baltimore Clippers  | 76 | 42 | 24 | 10 | 310 | 232 | 94  |
| Hershey Bears       | 76 | 39 | 23 | 14 | 320 | 241 | 92  |
| Cincinnati Swords   | 76 | 40 | 25 | 11 | 273 | 233 | 91  |
| Richmond Robins     | 76 | 22 | 40 | 14 | 248 | 320 | 58  |
| Jacksonville Barons | 76 | 24 | 44 | 8  | 244 | 334 | 56  |
| Virginia Wings      | 76 | 22 | 44 | 10 | 216 | 307 | 54  |

### Beste Scorer
Abkürzungen: GP = Spiele, G = Tore, A = Assists, Pts = Punkte, +/- = Plus/Minus, PIM = Strafminuten; Fett: Saisonbestwert
| Spieler        | Team                  | GP | G  | A  | Pts | PIM |
| -------------- | --------------------- | -- | -- | -- | --- | --- |
| Steve West     | New Haven Nighthawks  | 76 | 50 | 60 | 110 | 41  |
| Marc Dufour    | Baltimore Clippers    | 74 | 42 | 62 | 104 | 21  |
| Art Stratton   | Rochester Americans   | 76 | 24 | 71 | 95  | 118 |
| Bobby Rivard   | Baltimore Clippers    | 76 | 36 | 56 | 92  | 48  |
| Barry Merrell  | Rochester Americans   | 75 | 28 | 59 | 87  | 49  |
| Rick Middleton | Providence Reds       | 63 | 36 | 48 | 84  | 14  |
| Larry Fullan   | Nova Scotia Voyageurs | 76 | 37 | 47 | 84  | 19  |
| Murray Kuntz   | Rochester Americans   | 73 | 51 | 31 | 82  | 33  |
| Doug Gibson    | Boston Braves         | 76 | 31 | 51 | 82  | 16  |
| Howie Menard   | Baltimore Clippers    | 73 | 42 | 39 | 81  | 66  |

## Calder-Cup-Playoffs

### Modus
Für die Play-offs qualifizierten sich die acht besten Mannschaften der American Hockey League. In den ersten zwei Play-off-Runden wurden die Sieger der jeweiligen Divisions ausgespielt, wobei zunächst der Zweite gegen den Dritten spielte und anschließend der Sieger aus diesem Duell in Runde zwei gegen den Erstplatzierten der regulären Saison. In Runde drei trafen die beiden Division-Sieger im Finale aufeinander. Die ersten beiden Play-off-Runden sowie das Finale wurden im Modus Best-of-Seven ausgespielt.

### Play-off-Übersicht
| Division Halbfinale | Division Halbfinale   | Division Halbfinale |    |                      | Division Finale | Division Finale | Division Finale |  |  | Calder-Cup-Finale | Calder-Cup-Finale | Calder-Cup-Finale |
|                     |                       |                     |    |                      |                 |                 |                 |  |  |                   |                   |                   |
| N1                  | Rochester Americans   | 2                   |    |                      |                 |                 |                 |  |  |                   |                   |                   |
| N4                  | New Haven Nighthawks  | 4                   |    |                      |                 |                 |                 |  |  |                   |                   |                   |
| N4                  | New Haven Nighthawks  | 4                   | N4 | New Haven Nighthawks | 0               |                 |                 |  |  |                   |                   |                   |
| North Division      |                       |                     | N4 | New Haven Nighthawks | 0               |                 |                 |  |  |                   |                   |                   |
|                     | N2                    | Providence Reds     | 4  |                      |                 |                 |                 |  |  |                   |                   |                   |
| N2                  | N2                    | Providence Reds     | 4  | Providence Reds      | 4               |                 |                 |  |  |                   |                   |                   |
| N2                  |                       |                     |    | Providence Reds      | 4               |                 |                 |  |  |                   |                   |                   |
| N3                  | Nova Scotia Voyageurs | 2                   |    |                      |                 |                 |                 |  |  |                   |                   |                   |
| N3                  | Nova Scotia Voyageurs | 2                   | N2 | Providence Reds      | 1               |                 |                 |  |  |                   |                   |                   |
|                     |                       |                     |    | Providence Reds      | 1               |                 |                 |  |  |                   |                   |                   |
|                     | S2                    | Hershey Bears       | 4  |                      |                 |                 |                 |  |  |                   |                   |                   |
| S1                  | S2                    | Hershey Bears       | 4  | Baltimore Clippers   | 4               |                 |                 |  |  |                   |                   |                   |
| S1                  |                       |                     |    | Baltimore Clippers   | 4               |                 |                 |  |  |                   |                   |                   |
| S4                  | Richmond Robins       | 1                   |    |                      |                 |                 |                 |  |  |                   |                   |                   |
| S4                  | Richmond Robins       | 1                   | S1 | Baltimore Clippers   | 0               |                 |                 |  |  |                   |                   |                   |
| South Division      |                       |                     | S1 | Baltimore Clippers   | 0               |                 |                 |  |  |                   |                   |                   |
|                     | S2                    | Hershey Bears       | 4  |                      |                 |                 |                 |  |  |                   |                   |                   |
| S2                  | S2                    | Hershey Bears       | 4  | Hershey Bears        | 4               |                 |                 |  |  |                   |                   |                   |
| S2                  |                       |                     |    | Hershey Bears        | 4               |                 |                 |  |  |                   |                   |                   |
| S3                  | Cincinnati Swords     | 1                   |    |                      |                 |                 |                 |  |  |                   |                   |                   |

### Calder-Cup-Sieger
| Calder-Cup-Sieger Hershey Bears | Torhüter: Denis Herron, Bob Johnson Verteidiger: Ron Jones, Ralph Keller, Yvon Labre, Gerry Methe, Dennis Owchar, Jim Pearson, Duane Rupp Angreifer: Steve Andrascik, Robin Burns, Terry Ewasiuk, Hugh Harvey, Jim Hrycuik, Hank Nowak, Don Seiling, Dean Sheremeta, Jim Wiley Cheftrainer: Chuck Hamilton General Manager: Frank Mathers |

## Vergebene Trophäen

### Mannschaftstrophäen
| Auszeichnung                                                             | Team                |
| ------------------------------------------------------------------------ | ------------------- |
| Calder Cup Gewinner der AHL-Playoffs                                     | Hershey Bears       |
| F. G. „Teddy“ Oke Trophy Bestes Team der North Division, Reguläre Saison | Rochester Americans |
| John D. Chick Trophy Bestes Team der South Division, Reguläre Saison     | Baltimore Clippers  |

### Individuelle Trophäen
| Auszeichnung                                                                  | Spieler        | Team                  |
| ----------------------------------------------------------------------------- | -------------- | --------------------- |
| Les Cunningham Award MVP der regulären Saison                                 | Art Stratton   | Rochester Americans   |
| John B. Sollenberger Trophy Bester Scorer                                     | Steve West     | New Haven Nighthawks  |
| Dudley „Red“ Garrett Memorial Award Bester Rookie                             | Rick Middleton | Providence Reds       |
| Eddie Shore Award Bester Verteidiger                                          | Gordie Smith   | Springfield Kings     |
| Harry „Hap“ Holmes Memorial Award Torhüter mit dem geringsten Gegentorschnitt | Dave Elenbaas  | Nova Scotia Voyageurs |
| Harry „Hap“ Holmes Memorial Award Torhüter mit dem geringsten Gegentorschnitt | Jim Shaw       | Nova Scotia Voyageurs |
| Louis A. R. Pieri Memorial Award Bester Trainer                               | Don Cherry     | Rochester Americans   |